# Grzegorz Sposób
Grzegorz Sposób (né le 12 février 1976 à Świdnik) est un athlète polonais, spécialiste du saut en hauteur.

## Palmarès
| Date | Compétition                       | Lieu       | Résultat | Marque |
| ---- | --------------------------------- | ---------- | -------- | ------ |
| 2002 | Championnats d'Europe en salle    | Vienne     | qual.    | 2,22 m |
| 2003 | Championnats du monde             | Paris      | 6e       | 2,29 m |
| 2004 | Jeux olympiques                   | Athènes    | qual.    | 2,20 m |
| 2005 | Championnats du monde             | Helsinki   | qual.    | 2,20 m |
| 2007 | Championnats d'Europe en salle    | Birmingham | qual.    | 2,18 m |
| 2009 | Championnats d'Europe par équipes | Leiria     | 5e       | 2,28 m |
| 2009 | Championnats du monde             | Berlin     | qual.    | 2,20 m |

### Records
Grzegorz Sposób a franchi la barre de 2,34 m en 2004.